# René Aedo
René Aedo Ormeño (4 de febrero de 1960) es un médico cirujano y político chileno, militante de Renovación Nacional (RN). Fue diputado de la República de Chile, en representación del Distrito N.º 5, correspondiente a las comunas de Copiapó, Chañaral y Diego de Almagro.

## Biografía
Realizó su formación escolar en el Colegio Universitario (entre 1964 y 1966); en la escuela México (entre 1967 y 1972); y en el Liceo Narciso Tondreau de Chillán, donde finalizó su formación en 1976. En 1977, ingresó a estudiar Medicina en la Universidad de Concepción de la que egresó en 1983. Entre 1985 y 1987, realizó su especialización en Cirugía General en la Universidad Austral de Chile.
Está casado con Lucinda Benavente, con quien tiene cuatro hijos.

### Carrera profesional
En 1988, asumió como cirujano jefe de la Unidad de Emergencias del Hospital de Los Ángeles. Al año siguiente, se integró al Hospital de Copiapó como médico cirujano del Servicio de Cirugía de la Unidad de Emergencia. Posteriormente, fue jefe de turno y jefe de la Unidad de Emergencia.
Por su profesión, es miembro de la Sociedad Médica de Chile y de la Sociedad Chilena de Gastroenterología.

### Carrera política
Su carrera política comenzó al incorporarse en la Juventud Nacionalista. Posteriormente, militó en el partido Renovación Nacional (RN), asumiendo los cargos de consejero general y vicepresidente Regional Atacama.
Para las elecciones municipales de 2004 se presentó como candidato a la alcaldía de la Municipalidad de Copiapó, siendo derrotado por el entonces alcalde Marcos López Rivera, no obstante obtuvo cerca del 40% de las preferencias.
En 2005, fue elegido diputado por la III Región de Atacama en representación de Renovación Nacional, para el período legislativo 2006 a 2010, por el distrito N.º 5. Durante su gestión integró las Comisiones Permanentes de Ciencia y Tecnología; Agricultura, Silvicultura y Desarrollo Rural; Minería y Energía; Hacienda; y de Cultura y de las Artes. También, las Comisiones Especiales sobre Discapacitados, la Mixta de Presupuestos y la Comisión Investigadora sobre CODELCO Chile.
En diciembre de 2009 se presentó como candidato a diputado por el Distrito N.º 5, pero no fue reelecto.

## Historial electoral

### Elecciones de Alcaldes de 2004
- Elecciones Municipales de 2004, para la comuna de Copiapó.[2]

### Elecciones parlamentarias de 2005
- Elecciones parlamentarias de Chile de 2005, Distrito 5 Chañaral, Copiapó  y Diego de Almagro [3]

### Elecciones parlamentarias de 2009
- Elecciones parlamentarias de Chile de 2009, Distrito 5 (Chañaral, Copiapó  y Diego de Almagro) [4]

### Elecciones parlamentarias de 2017
- Elecciones parlamentarias de 2017 a Diputado por el distrito 4 (Alto del Carmen, Caldera, Chañaral, Copiapó, Diego de Almagro, Freirina, Huasco, Tierra Amarilla y Vallenar)[5]